# قاموس اللغة الإنجليزية العالمي
الإنجليزي العالمي هو قاموس جمعه ناثان بيلي (أو ناثانيل بيلي) ونشر لأول مرة في لندن عام 1721. كان القاموس الإنجليزي الأكثر شعبية في القرن الثامن عشر. كمؤشر على شعبيتها، وصلت إلى نسختها العشرين عام 1763م  وإصدارها السابع والعشرين عام 1794م. طبعتها الأخيرة (الثلاثون) كانت في عام 1802. كانت عدد صفحاتها أكثر بقليل من 900 صفحة. في تجميع قاموسه، استعار بيلي بشكل كبير من قاموس الأنجلو بريتانيكوم من جون كيرسي (1706)، والذي استمد بدوره من الإصدارات اللاحقة من إدوارد فيليبس العالم الجديد للكلمات الإنجليزية . مثل قاموس كيرسي، كان قاموس بايلي من أوائل القواميس الإنجليزية أحادية اللغة التي كانت تركز على تحديد الكلمات في الاستخدام الشائع، بدلاً من الكلمات الصعبة فقط.
على الرغم من أن بيلي وضع كلمة «أصل الكلمة» في عنوانه، إلا أنه يعطي تعريفات للعديد من الكلمات دون أن يحاول أيضًا إعطاء كلمة أصل الكلمة - لأنه لا يعرف ما هو أصل الكلمة. ومازالت تتوافق نسبة عالية من أصول اللغة التي يقدمها مع ما هو موجود في القواميس الإنجليزية اليوم.
في عام 1727، نشر بيلي مجلدًا تكميليًا بعنوان قاموس اللغة الإنجليزية العالمي، المجلد الثاني . يحتوي المجلد الثاني، على ما يقارب 900 صفحة، على بعض الازدواجية أو التداخل مع المجلد الأساسي، ولكنه يتكون في الغالب من كلمات إضافية ذات تداول أقل. المجلد الثاني لم يكن شائعًا مثل المجلد الأساسي. تقول صفحة عنوان المجلد التكميلي أنها تحتوي على «مجموعة إضافية من الكلمات (ليست موجودة في المجلد الأول) أيضًا شرح الكلمات الصلبة والتقنية في جميع الفنون والعلوم. . . أيضا الكلمات والعبارات الواردة في مواثيقنا القديمة في قوانيننا، والتشريعات، والعمليات في القانون أيضا والأساطير للمصريين والإغريق والرومان. . .».